# Emory Leon Chaffee

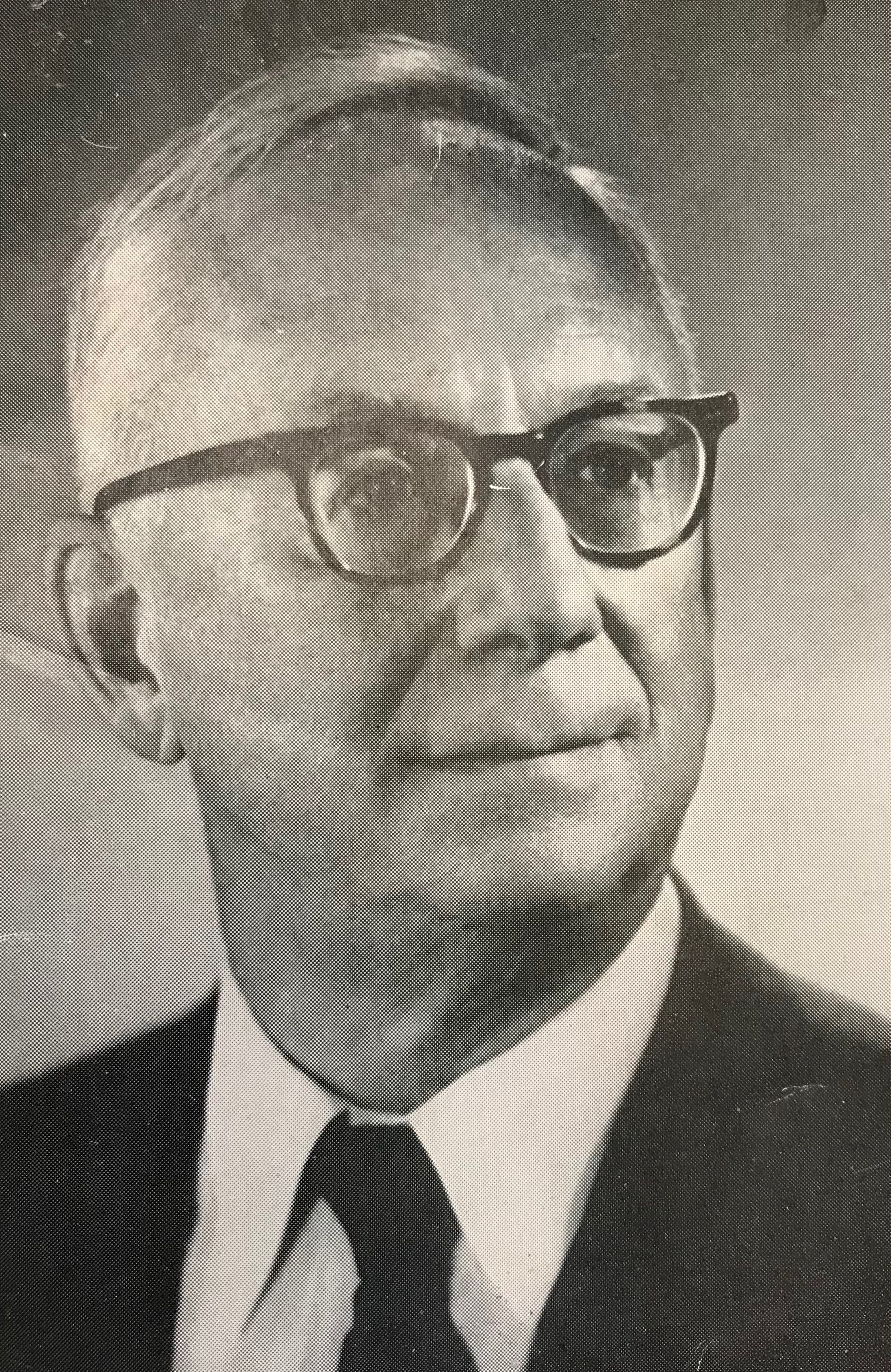
Emory Leon Chaffee

Emory Leon Chaffee (* 15. April 1885 in Somerville, Massachusetts; † 8. März 1975 in Waltham, Massachusetts) war ein US-amerikanischer Physiker.
Chaffee studierte Elektrotechnik am MIT und erhielt 1907 seinen Bachelor. Anschließend setzte er sein Studium in Harvard fort, wo er seinen Master erwarb und 1911 promovierte. Während seiner Doktorarbeit fand er erstmals eine Methode kontinuierliche, kohärente elektromagnetische Oszillationen von mehr als 100 MHz zu erzeugen und zur Radiotelefonie anzuwenden. Er wurde Übungsleiter, stieg 1917 zum Assistenzprofessor auf, 1923 zum Associate Professor und 1926 schließlich zum ordentlichen Professor. 1916 wurde er in die American Academy of Arts and Sciences gewählt.
1924 wurde er Pionier auf dem Gebiet der Wetterkontrolle. Er versuchte vom Flugzeug aus Wolken mit geladenen Sandkörnern zu impfen.
1940 übernahm er die Rumford Professur für Physik, 1946 die Gordon McKay Professur für Vakuumphysik. Er wurde Direktor des Cruft Laboratoriums und Kodirektor des Lymanlaboratoriums.
Von 1949 bis 1952 war er Vorsitzender der Fakultät für Ingenieurwesen und Angewandte Physik.
Er arbeitete auch auf den Gebieten der Vakuumröhren und der Optik.
Er war Autor zweier Bücher und Koautor eines anderen.

## Werke
- Chaffee, Emory Leon: Theory of thermionic vacuum tubes : fundamentals; amplifiers; detectors. New York: McGraw-Hill, 1933